# Yellow pine

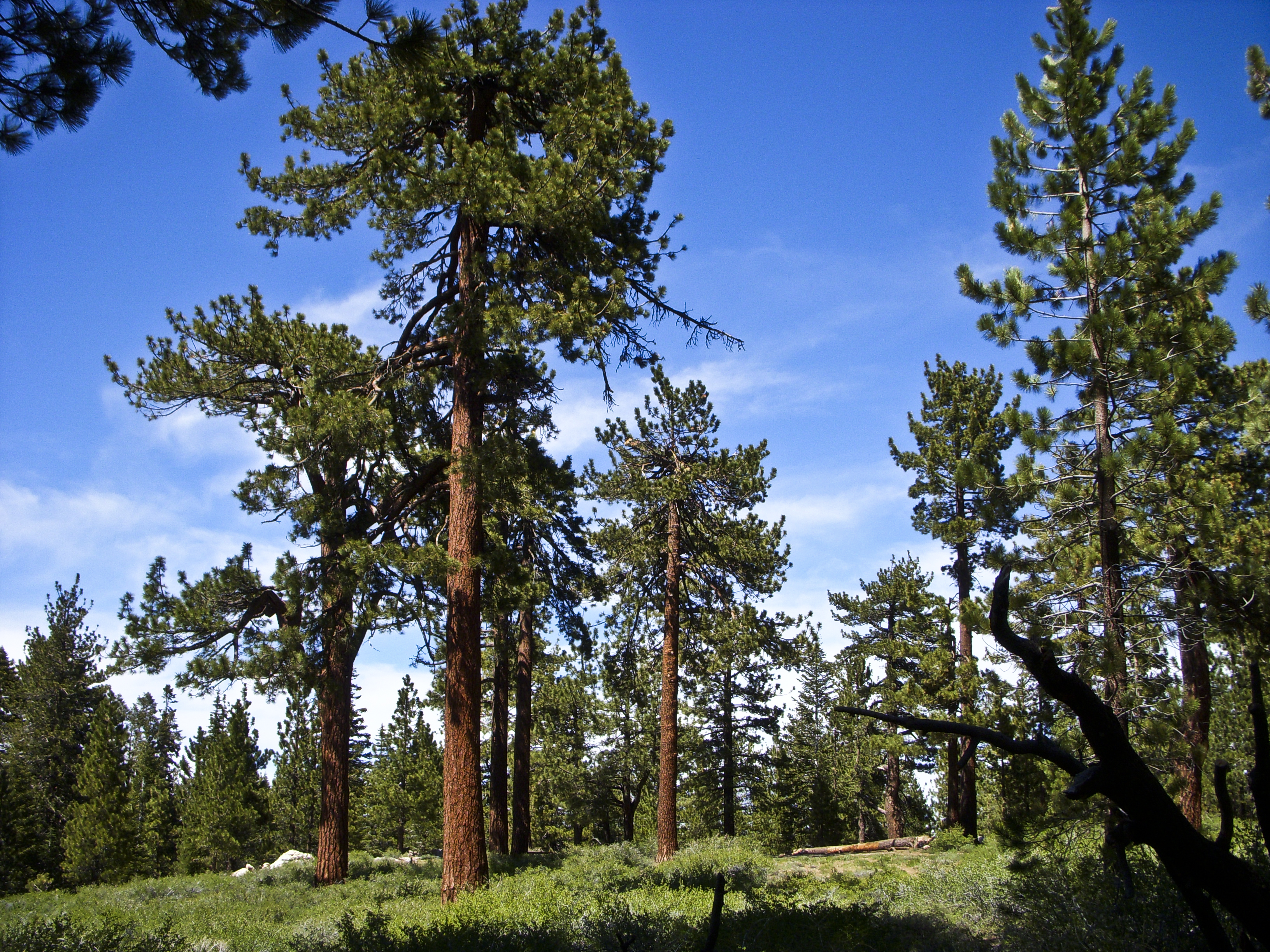
Forêt de pins de Jeffrey sur le mont Pinos, Californie

En écologie et en foresterie, la désignation vernaculaire et commerciale anglaise « yellow pine » fait référence à un certain nombre d'espèces de conifères qui ont tendance à pousser dans des communautés végétales similaires et à produire des bois solides similaires. Dans l'ouest des États-Unis, yellow pine fait référence au pin de Jeffrey ou au pin ponderosa :4  . Dans le sud des États-Unis, le yellow pine fait référence au  Pin des marais, à Pinus echinata, au Pin d'Elliott ou à Pinus taeda. Au Royaume-Uni, le yellow pine fait référence à Pinus strobus ou au pin sylvestre. 

## Ouest américain
Le pin de Jeffrey et le pin ponderosa sont des pins communs dans les zones montagneuses plus sèches de la Sierra Nevada. Ils sont souvent confondus par des observateurs occasionnels. Dans le reste de l'Ouest américain, le pin de Jeffrey est absent, le pin ponderosa étant le seul yellow pine.
Le bois de pin Jeffrey et le bois de pin ponderosa sont vendus ensemble comme yellow pine. Les deux types de bois sont durs (avec une dureté Janka de 550 livres), mais le bois de western yellow pine est moins dense que le bois de southern yellow pine (28 livres/pied cube contre 35 livres/pied cube pour le pin à feuilles courtes).  

## Sud des États-Unis

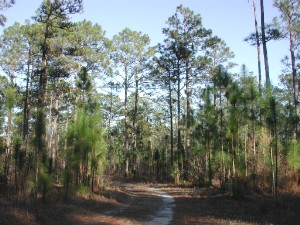
Une forêt de pins des marais, l'une des variétés de yellow pine du sud.

Au sud, les yellow pines poussent très bien dans le sol argileux rouge acide de la majeure partie de la région. Le bois des southern yellow pine a généralement une valeur de densité comprise entre 50 et 55 livres/pied cube lorsqu'il est traité sous pression. Le yellow pine pousse dans les régions du sud et du centre de l'Atlantique, du Texas au New Jersey ,. Aux États-Unis, les produits dimensionnels de bois d'œuvre et de contreplaqué fabriqués à partir de southern yellow pine du sud sont largement utilisés dans la construction de maisons. Ils sont également utilisés pour les montagnes russes en bois et sont surtout utilisés pour les poteaux électriques aux États-Unis. 

## Nouvelle-Zélande
Halocarpus biformis, une espèce de Podocarpaceae, est connu sous le nom de yellow pine en Nouvelle-Zélande. C'est un bois à grain serré à l'odeur douce et extrêmement durable. 